# Marco Orsi
Marco Orsi (Budrio (Bologna), 11 december 1990) is een Italiaanse zwemmer.

## Carrière
Bij zijn internationale debuut, op de Europese kampioenschappen kortebaanzwemmen 2008 in Rijeka, eindigde Orsi als vijfde op de 50 meter vrije slag en werd hij uitgeschakeld in de series van de 100 meter vrije slag. Samen met Alessandro Calvi, Mattia Nalesso en Filippo Magnini sleepte hij de zilveren medaille in de wacht op de 4x50 meter vrije slag.
Tijdens de wereldkampioenschappen zwemmen 2009 in Rome strandde de Italiaan in de series van de 50 meter vrije slag, op de 4x100 meter vrije slag eindigde hij samen met Alessandro Calvi, Christian Galenda en Filippo Magnini op de vijfde plaats. Op de Europese kampioenschappen kortebaanzwemmen 2009 in Istanboel eindigde Orsi als vijfde op de 100 meter vrije slag en als zesde op de 50 meter vrije slag, samen met Federico Bocchia, Filippo Magnini en Luca Dotto veroverde hij de bronzen medaille op de 4x50 meter vrije slag.
In Boedapest nam de Italiaan deel aan de Europese kampioenschappen zwemmen 2010, op dit toernooi eindigde hij als zevende op de 50 meter vrije slag en werd hij uitgeschakeld in de series van de 100 meter vrije slag. Op de 4x100 meter vrije slag eindigde hij samen met Filippo Magnini, Christian Galenda en Luca Leonardi op de vierde plaats. Tijdens de Europese kampioenschappen kortebaanzwemmen 2010 in Eindhoven legde Orsi, op de 50 meter vrije slag, beslag op de zilveren medaille en strandde hij in series van de 100 meter vrije slag. Samen met Luca Dotto, Lucio Spadaro en Filippo Magnini sleepte hij de Europese titel in de wacht op de 4x50 meter vrije slag, op de 4x50 meter wisselslag veroverde hij samen met Mirco Di Tora, Fabio Scozzoli en Paolo Facchinelli de zilveren medaille. Op de wereldkampioenschappen kortebaanzwemmen 2010 in Dubai eindigde de Italiaan als vijfde op de 50 meter vrije slag, samen met Luca Dotto, Luca Leonardi en Filippo Magnini eindigde hij als zesde op de 4x100 meter vrije slag. Op de 4x100 meter wisselslag werd hij samen met Mirco Di Tora, Edoardo Giorgetti en Paolo Facchinelli uitgeschakeld in de series.
In Shanghai nam Orsi deel aan de wereldkampioenschappen zwemmen 2011. Op dit toernooi strandde hij in de halve finales van de 50 meter vrije slag, samen met Luca Dotto, Michele Santucci en Filippo Magnini eindigde hij als vierde op de 4x100 meter vrije slag. Tijdens de Europese kampioenschappen kortebaanzwemmen 2011 in Szczecin legde de Italiaan, op de 50 meter vrije slag, beslag op de bronzen medaille en werd hij uitgeschakeld in de series. Op de 4x50 meter vrije slag sleepte hij samen met Luca Dotto, Federico Bocchia en Andrea Rolla de Europese titel in de wacht, samen met Mirco Di Tora, Fabio Scozzoli en Paolo Facchinelli werd hij Europees kampioen op de 4x50 meter wisselslag.
Op de Europese kampioenschappen kortebaanzwemmen 2013 in Herning behaalde hij de zilveren medaille op de 50 meter vrije slag en een bronzen plak op de 100 meter vrije slag. Het Italiaanse team, bestaande uit Federico Bocchia, Luca Dotto, Filippo Magnini en Marco Orsi, behaalde zilver op de 4x50 meter vrije slag. Samen met Luca Dotto, Silvia Di Pietro  en Erika Ferraioli zwom Orsi ook naar de zilveren medaille op de 4x100 meter vrije slag voor gemengde teams. Aan de zijde van Stefano Pizzamiglio, Francesco Di Lecce en Piero Codia behaalde Orsi ook de Europese titel in de 4x50 meter wisselslag. Op de Wereldkampioenschappen kortebaanzwemmen 2014 behaalde het Italiaanse viertal Orsi, Luca Dotti, Filippo Magnini en Marco Belotti brons op de 4x50m vrije slag. Op hetzelfde toernooi behaalde Orsi een individuele zilveren medaille op de 50 meter vrije slag, achter de Fransman Florent Manaudou. Eerder dat jaar nam Orsi ook deel aan de Europese kampioenschappen zwemmen 2014. Samen met Luca Dotto, Luca Leonardi en Filippo Magnini behaalde Orsi brons in de finale van de 4x100 meter vrije slag. Individueel eindigde hij 5e in de finale van 50 meter vrije slag.
Tijdens de Wereldkampioenschappen zwemmen 2015 behaalde Orsi één bronzen medaille. Samen met Luca Dotto, Michele Santucci en Filippo Magnini eindigden ze derde in de finale van de 4x100 meter vrije slag. Op de Europese kampioenschappen kortebaanzwemmen 2015 werd Orsi voor de eerste keer Europees kampioen op de 100 meter vrije slag. In de 50 meter vrije slag behaalde hij zilver. Op hetzelfde toernooi behaalde Orsi samen met Federico Bocchia, Filippo Magnini en Giuseppe Guttuso zilver op de 4x50 meter vrije slag. Samen met Federico Bocchia, Silvia Di Pietro en Erika Ferraioli zwom Bocchia naar de Europese titel op de 4x50 meter vrije slag voor gemengde landenteams. Aan de zijde van Simone Sabbioni, Fabio Scozzoli en Matteo Rivolta behaalde Orsi ook de Europese titel in de 4x50 meter wisselslag.
Op de Europese kampioenschappen zwemmen 2016 in Londen zwom Orsi de 11e tijd in de reeksen van de 50 meter vrije slag. Er mogen per land echter slechts twee deelnemers deelnemen aan de halve finales. Zijn landgenoten Federico Bocchia en Luca Dotto hadden sneller gezwommen zodat Orsi niet mocht deelnemen aan de halve finale. 

## Internationale toernooien
| Jaar | Olympische Spelen                       | WK langebaan | WK kortebaan | EK langebaan                                               | EK kortebaan                                                                                           |
| ---- | --------------------------------------- | --- | --- | ---------------------------------------------------------- | --- |
| 2008 | geen deelname                           | | geen deelname | geen deelname                                              | 5e 50m vrije slag · 23e 100m vrije slag · 4x50m vrije slag                                             |
| 2009 |                                         | 18e 50m vrije slag 5e 4x100m vrije slag                                                                           | |                                                            | 6e 50m vrije slag · 5e 100m vrije slag · 4x50m vrije slag                                              |
| 2010 |                                         | | 5e 50m vrije slag 6e 4x100m vrije slag 10e 4x100m wisselslag                                                                      | 7e 50m vrije slag 19e 100m vrije slag 4e 4x100m vrije slag | 50m vrije slag · 18e 100m vrije slag · 4x50m vrije slag · 4x50m wisselslag                             |
| 2011 |                                         | 11e 50m vrije slag 4e 4x100m vrije slag                                                                           | |                                                            | 50m vrije slag · 23e 100m vrije slag · 4x50m vrije slag · 4x50m wisselslag                             |
| 2012 | 19e 50m vrije slag 7e 4x100m vrije slag | | 5e 50m vrije slag · 4x100m vrije slag · DSQ 4x100m wisselslag                                                                     | 4e 50m vrije slag · 4x100m vrije slag                      | |
| 2013 |                                         | 23e 50m vrije slag 5e 4x100m vrije slag 6e 4x100m wisselslag                                                      | |                                                            | 50 m vrije slag · 100m vrije slag · 4x50m vrije slag · 4x50m wisselslag · 4x50m vrije slag gemengd     |
| 2014 |                                         | | 50m vrije slag · 9e 100m wisselslag · 4x50m vrije slag · 4e 4x100m vrije slag · 6e 4x50m wisselslag · 4e 4x50m vrije slag gemengd | 5e 50m vrije slag · 4x100m vrije slag                      | |
| 2015 |                                         | 5e 50m vrije slag · 14e 100m vrije slag · 4x100m vrije slag · 9e 4x100m wisselslag · 5e 4x100m vrije slag gemengd | |                                                            | 50m vrije slag · 100 meter vrije slag · 4x50m vrije slag · 4x50m wisselslag · 4x50m vrije slag gemengd |
| 2016 | 5-21 augustus 2016                      | | 7-11 december 2016 | serie 50m vrije slag                                       | |

## Persoonlijke records
Bijgewerkt tot en met 4 juni 2016

### Kortebaan
| Afstand         | Tijd  | Datum           | Plaats   |
| --------------- | ----- | --------------- | -------- |
| 50m vrije slag  | 20,69 | 5 december 2014 | Doha     |
| 100m vrije slag | 46,04 | 19 april 2015   | Riccione |

### Langebaan
| Afstand         | Tijd  | Datum            | Plaats   |
| --------------- | ----- | ---------------- | -------- |
| 50m vrije slag  | 21,64 | 20 december 2014 | Riccione |
| 100m vrije slag | 48,16 | 19 december 2014 | Riccione |